# Diócesis de Leal
La diócesis de Leal, de Lihula o de Estonia (en latín: Dioecesis Lealensis seu Estiensis, en alemán: Bistum Leal y en estonio: Lihula piiskopkond) fue una circunscripción eclesiástica de la Iglesia católica en Estonia. Fue suprimida de hecho el 21 de julio de 1224 cuando su obispo se trasladó, y formalmente al erigirse la diócesis de Dorpat el 6 de noviembre de 1235. Se trataba de una diócesis latina, sufragánea de la arquidiócesis de Lund o inmediatamente sujeta a la Santa Sede. Además de su función episcopal, los obispos de Leal (luego de Dorpat) tenían poder temporal, ya que Dorpat era un principado eclesiástico dentro del Sacro Imperio Romano Germánico, el principado episcopal de Dorpat.

## Territorio y organización
| Orden livonia Obispado de Curlandia Obispado de Ösel-Wiek | Obispado de Dorpat Ciudad de Riga Arzobispado de Riga |

La Terra Mariana antes del estallido de la guerra livonia:
Orden livonia
Obispado de Curlandia
Obispado de Ösel-Wiek
Obispado de Dorpat
Ciudad de Riga
Arzobispado de Riga

La diócesis se extendía inicialmente por la tierra de Ridala, que se corresponde aproximadamente con el actual condado de Lääne. Desde 1224 la parte sur de Estonia (los pequeños condados de Ugandi, Sakala y Estonia central) estuvieron bajo la autoridad eclesiástica de la diócesis, que existía sólo formalmente, mientras que Ugandi y la mitad de Vaiga estaban bajo la autoridad secular. Su territorio desde el 26 de septiembre de 2024 está incluido en la diócesis de Tallin.
La sede de la diócesis se encontró en la ciudad de Lihula (en alemán: Leal), entre 1223 y 1224 estuvo en Otepää, y desde 1224 se trasladó a Tartu (en alemán: Dorpat) en donde se hallan las ruinas de la Catedral de San Pedro y San Pablo, destruida por los rusos circa 1563.

## Historia
En 1193 el papa Celestino III declaró una cruzada contra los paganos bálticos para convertirlos al catolicismo y sacarlos de la influencia de la Iglesia ortodoxa, fueron llamadas Cruzadas bálticas y protagonizadas mayoritariamente por alemanes del Sacro Imperio Romano Germánico y daneses. 
En 1204 el papa Inocencio III autorizó al arzobispo de Lund a declarar cruzadas en los países bálticos, creando una especie de contrapeso a la creciente influencia de la diócesis de Riga en esta región, una de ellas fue la Cruzada de Livonia, que fue la conquista del territorio que constituyen las actuales Estonia y Letonia. 
Los habitantes de la isla de Saaremaa (en alemán: Ösel) resistieron la colonización católica por más tiempo que otros. Repelieron con éxito el primer intento del rey danés Valdemar II en 1206, cuando él y su ejército desembarcaron en la isla para establecer allí una fortaleza. Las cruzadas acabaron con la creación el 2 de febrero de 1207 de un estado eclesiástico llamado Terra Mariana en los territorios conquistados, como principado del Sacro Imperio Romano Germánico, proclamado por el papa Inocencio III en 1215 como dependiente de la Santa Sede La Terra Mariana y el ducado de Estonia, tierras en la orilla oriental del mar Báltico, fueron los últimos confines de Europa en ser cristianizados. Después del éxito de la cruzada, los territorios ocupados, alemán y danés, fueron divididos en seis principados feudales por el legado apostólico Guillermo de Módena, uno de ellos fue el de Dorpat.
Aunque el obispo de Riga, Alberto, no tenía control sobre Estonia en ese momento, se había fijado el objetivo de someter a los estonios, y como señal de ello, nombró al abad del monasterio de Daugavgrīva, el cisterciense Teodorico von Treyden, como primer obispo de la diócesis de Estonia. En su consagración participaron tres obispos llegados de Alemania: Felipe de Ratzeburgo, Iso de Verdún y Helmold de Plese, obispo de Padeborn. Esta parece haber sido la razón por la que su visita fue necesaria, ya que Alberto de Riga no tenía derecho a consagrar nuevos obispos en Livonia. 
Teodorico estableció la sede episcopal en Leal, en el oeste del país, probablemente en 1211. Como Teodorico no logró alcanzar el poder episcopal real con la ayuda de Alberto, se puso al servicio del rey de Dinamarca. En 1218, para obtener ayuda en la lucha contra los estonios y los rusos, Teodorico y Alberto prometieron entregar Estonia al rey danés Valdemar II. Al año siguiente, Teodorico formó parte del personal del rey que desembarcó con su flota en Ridala como parte de la Cruzada de Livonia, pero murió se cree que en la Batalla de Lyndanisse contra los estonios en 1219. Después de su muerte, el título "obispo de Estonia" ya no se utilizó, siendo reemplazado temporalmente por "obispo de Leal", antes de que el territorio estonio fuera redividido en diócesis después de unos años.
La cuestión del nombramiento del sucesor del obispo Teodorico provocó un conflicto entre Valdemar II y el obispo de Livonia, Albert von Buxhövden (Alberto de Riga): cada uno quería que se nombrara al candidato nombrado por él. Alberto consiguió la confirmación de su hermano Hermann como obispo de Estonia. En 1220 la residencia episcopal desocupada en la colina de Leal fue conquistada por el rey sueco Juan I Sverkersson, quien pronto fue expulsado por el pueblo de Saaremaa. 
Después de la conquista de los condados de Ugaunia (Tartu) y Sakala en 1224, una parte de ellos quedó incluida en el territorio de la diócesis de Dorpat. Después de la conquista de la isla de Ösel el obispo Alberto fundó el nuevo obispado de Ösel-Wiek con esta isla y el obispado de Leal y nombró obispo allí a Gottfried. Después de la conquista de Tartu por el obispo de Riga y los Hermanos Livonios de la Espada en 1224 el obispo Hermann trasladó la sede a Dorpat, en el sureste de la actual Estonia. Entre 1223 y 1224, el obispo había residido en Otepää. 
El 6 de noviembre de 1225 el obispado pasó a ser un feudo del principado de Enrique, el rey de Romanos, y el 1 de diciembre fue creado como una marca del Sacro Imperio Romano Germánico.
El 23 de enero de 1228 el papa Gregorio IX confirmó la decisión de su legado Guillermo de Módena en la disputa entre el obispo de Riga y la Orden de los Hermanos de la Espada sobre el reparto de tierras. En noviembre de 1229 y el 4 de enero de 1230 confirmó la liquidación de la diócesis de Leal y la fusión de sus territorios con los territorios de la Orden de los Hermanos de la Espada. A pesar de su ubicación en Tartu, el nombre del obispo de Lel se conservó durante algún tiempo en los documentos oficiales. El uso del título de obispo de Tartu fue permitido por el legado papal Guillermo de Módena con su decisión del 8 de enero de 1235, después de que Leal pasara a depender de la diócesis de Ösel-Wiek. El papa Inocencio IV confirmó esta decisión el 6 de noviembre de 1235.

## Episcopologio
- Teodorico von Treyden, O.Cist. † (1211-1219 falleció)
- Hermann von Buxhövden † (10 de abril de 1220-6 de noviembre de 1235 nombrado obispo de Dorpat) (desde el 21 de julio de 1224 estaba de hecho ya trasladado)